# Malena Alvarado
María Elena Alvarado Carrasco (Caracas, 26 de junio de 1954 - id. 26 de diciembre de 2013) fue una actriz venezolana, más conocida como Malena Alvarado, y por interpretar a Gladys en la novela de RCN El día de la suerte.

## Biografía
En 1990 ingresó y estudió en la Escuela Superior de Artes Escénicas Juana Sujo en Caracas. Donde logró dar comienzo a su carrera como actriz de teatro, cine y televisión. Se crio en el Sector Pradro de María, Parroquia de Santa Rosalía. Inició su carrera en 1993 en las telenovelas y teatros venezolanos en cadenas de Radio Caracas Televisión, para luego trabajar en otra televisoras como Venevisión, Venezolana de Televisión y TVes; Alvarado participó en 27 producciones de televisión en su país, así como en ocho producciones de cine.
Se radicó en Colombia a partir de 2012 para trabajar como actriz en la cadena RCN Televisión, donde produce entre ello, la telenovela El día de la suerte.
Malena Alvarado falleció debido a unas complicaciones después de una intervención quirúrgica, el 26 de diciembre de 2013, a los 59 años de edad, en su ciudad natal, Caracas, Distrito Capital.